# Bevalling
De bevalling is de geboorte bij de mens waarbij aan het eind van de zwangerschap de foetus vanuit de baarmoeder van de zwangere vrouw door het geboortekanaal of keizersnede naar buiten komt als baby.
Een zwangerschap duurt bij mensen gemiddeld 266 dagen, de meeste kinderen worden twee weken vóór of na dit moment geboren. Als begin van de bevalling zien artsen en verloskundigen de opening van de baarmoedermond door weeën. De duur van een bevalling is gemiddeld 13 uur bij vrouwen die voor het eerst baren (nulliparae) en 8 uur bij vrouwen die vaker hebben gebaard (multiparae). De laatste 50 jaar is de normale duur van een bevalling in Nederland gehalveerd, in de VS duurt een bevalling nu twee tot drie uur langer.

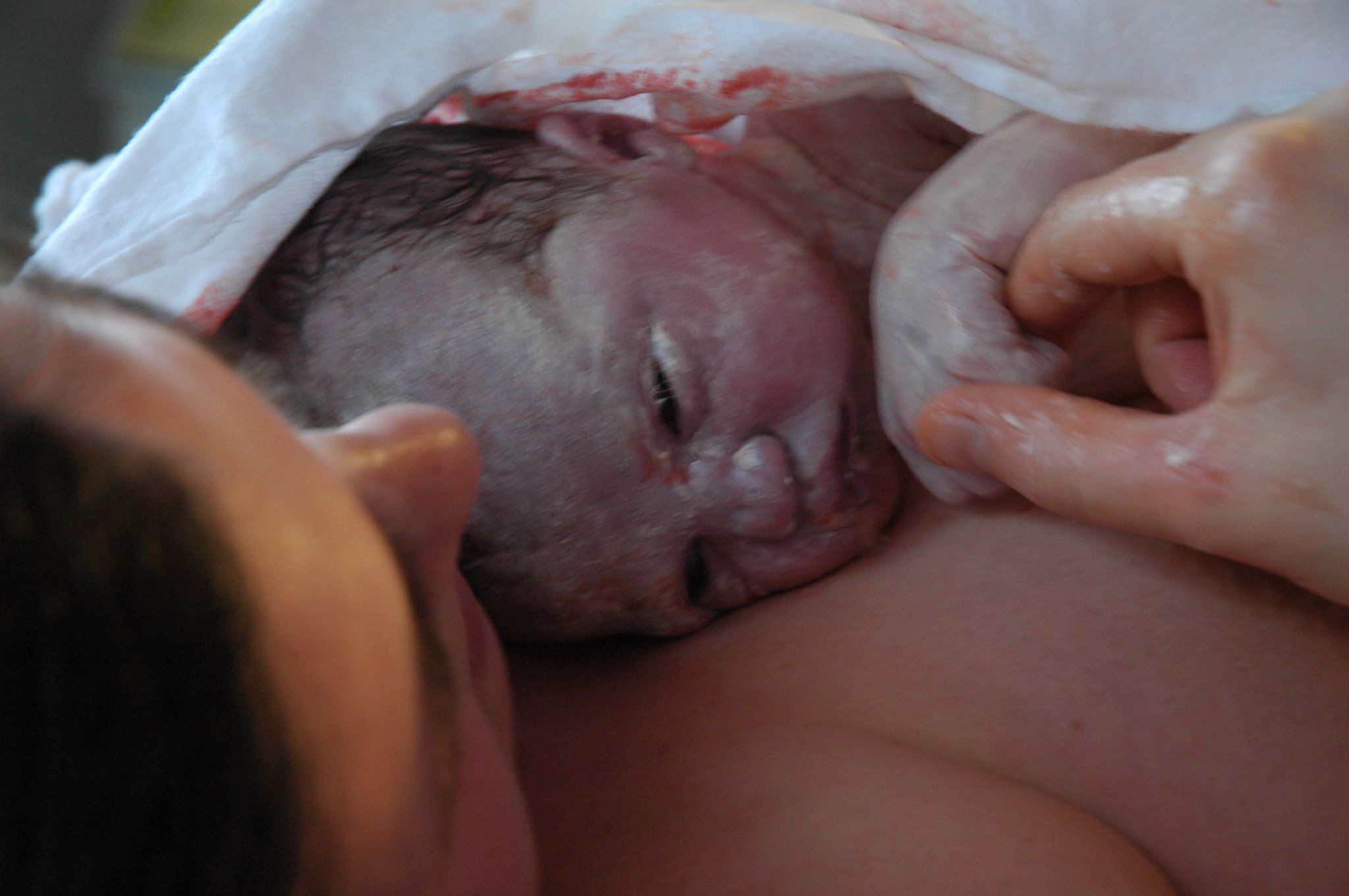
Pasgeboren baby bij moeder

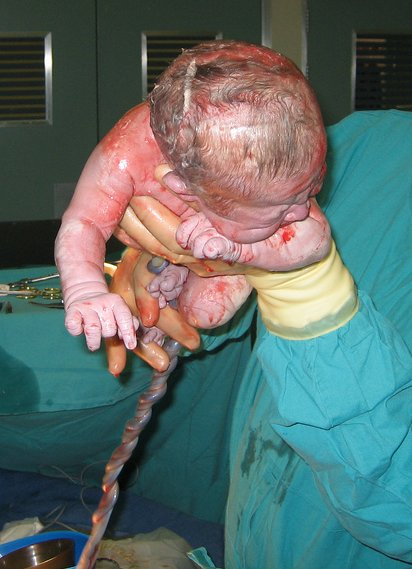
Baby met navelstreng na geboorte via keizersnede

## Fasen

### Oefenwee of harde buik
Vanaf ongeveer 24 weken zwangerschap ondervindt de zwangere voorweeën, ook oefenwee of harde buik genoemd, die veelal niet pijnlijk zijn en met onregelmatige tussenpozen optreden.

### Begin van de bevalling
In de meeste gevallen wordt een bevalling ingezet met spiersamentrekkingen van de baarmoeder waardoor de baarmoedermond verandert (verstrijken), minder stug wordt (verweken) en zich daarna kan openen. Dit worden voorweeën genoemd, ze duren kort en komen met onregelmatige tussenpozen.
De bevalling kan ook beginnen met het breken van de vliezen, waardoor het vruchtwater naar buiten stroomt. Als de vliezen hoog in de baarmoeder breken, kan het vruchtwater ook druppelsgewijs verloren worden. Daarna ontstaan de weeën. Soms komen de weeën niet op gang als de vliezen gebroken zijn. Na 24 tot 48 uur wordt in de regel aangeraden medisch in te grijpen, vanwege infectiegevaar. De bevalling wordt dan kunstmatig op gang gebracht, dit heet inleiden.
Een teken van het begin van de bevalling is het verliezen van bloederig slijm, de slijmprop die voor de baarmoederhals zat om de vrucht te beschermen tegen infecties. Dit geeft aan dat de ontsluiting in gang is gezet, maar kan ook het gevolg zijn van een inwendig onderzoek. Het is nu nog niet zeker dat de bevalling doorzet, dit kan een aantal dagen duren.

### Ontsluiting
Bij de ontsluitingsfase wordt de baarmoedermond of portio (Latijn) door spiersamentrekkingen steeds verder opgerekt totdat een diameter van ongeveer 10 centimeter is bereikt, de volledige ontsluiting. Deze fase kan 4 tot 14 uur duren en duurt langer bij vrouwen die nog nooit gebaard hebben dan bij vrouwen die al een baring achter de rug hebben. Bij de eerste bevalling duurt de ontsluiting gemiddeld 24 uur, maar dit kan sterk wisselen en variëren van een uur tot dagen.
Het kan zijn dat de zwangere een groot deel van de ontsluiting niet opmerkt, anderen merken soms al vroeg tekenen van de ontsluiting.

#### Fasen van ontsluiting
De ontsluiting is in de volgende fasen in te delen:
- Latente fase: van 0 tot 2 à 3 cm ontsluiting. Aan het eind van het eerste stadium komt er elke twee uur een wee, die ongeveer een minuut aanhoudt. Deze fase gaat vaak onopgemerkt voorbij, de contracties zijn al dan niet voelbaar aanwezig.
- Overgangsfase: tot 4 cm ontsluiting. Het baringsproces komt actief op gang en de weeën worden duidelijker en sterker.
- Versnellingsfase: tot 9 cm. De weeën nemen toe in intensiteit, duur en frequentie, waardoor de cervix verder ontsluit.
- Deceleratiefase: tot 10 cm. Vaak is er een iets trager verloop van de laatste centimeter ontsluiting.

Als de ontsluiting 10 cm is wordt deze beschouwd als volledig en zal uitdrijving de volgende stap zijn. Deze fasen kunnen snel in elkaar overlopen en vooral de beginfase wordt niet door alle zwangeren opgemerkt. Omdat de weeën niet door lijken te zetten, wordt dit nogal eens verward met het hebben van 'harde buiken'.

#### Opbouw van de weeën
Een wee begint minder pijnlijk en wordt naarmate de seconden voorbijgaan steeds pijnlijker tot een bepaald hoogtepunt. Daarna zwakt de pijn weer af. Als een golf. Door het sterker en pijnlijker worden van de weeën, treedt er een bepaalde gewenning aan de pijn op. Dat komt door hormonen die in de hersenen vrijkomen. Bij het ontstaan van weeën speelt het hormoon oxytocine een belangrijke rol. Dit hormoon komt vrij uit de hypofyse ten gevolge van rekking van de cervix (=Ferguson-reflex).

### Uitdrijvingsfase
Nadat de opening van de baarmoedermond voldoende is opgerekt ontstaat volledige ontsluiting en volgt het volgende stadium van de bevalling. In dit stadium wordt door grote samentrekkingen van de baarmoeder (circa 80% van de uitdrijvende kracht) en actief meepersen door de vrouw, de baby door het geboortekanaal geduwd. Deze persweeën lijken op de aandrang bij toiletbezoek, en zijn voor de vrouw onweerstaanbaar sterk. De vrouw kan niet anders dan actief mee gaan persen.
In dit stadium van de bevalling breken de vliezen vaak, als dit niet in het begin van de ontsluitingsfase al is gebeurd. Soms is dit niet het geval en wordt de baby nog in de vliezen geboren, oftewel "met de helm op". Het kost de meeste moeite om het hoofd van de baby naar buiten te persen, het lichaamsdeel van de baby met de grootste omtrek. Als het hoofdje eenmaal geboren is, zal in de meeste gevallen nog slechts één perswee nodig zijn om het hele lijfje naar buiten te duwen.

### Na de uitdrijvingsfase

#### Eerste ademhaling
Eenmaal buiten het lichaam van de moeder zal de baby meestal spontaan beginnen met voor het eerst zelfstandig ademhalen. De eerste ademhaling is juridisch het tijdstip van geboorte.

#### Nageboorte
Binnen ongeveer tien minuten tot een half uur na de geboorte van het kind wordt de placenta of moederkoek nog uitgestoten, dit wordt nageboorte genoemd. Daarmee is de bevalling normaal gesproken afgerond.

#### Navelstreng
De baby is via de navelstreng verbonden met het lichamelijke systeem van de moeder en is zo in staat te groeien en alles binnen te krijgen wat het nodig heeft. Deze moet na de geboorte worden doorgeknipt en afgehecht. Het was lang gebruikelijk dit direct na de geboorte te doen. Tegenwoordig wacht men daarmee tot de navelstreng ophoudt te pulseren, soms tot na de uitdrijving van de placenta.

### Na de bevalling
De losgetrokken placenta laat een wond achter in de baarmoeder waardoor de vrouw gedurende 10 dagen tot een aantal weken bloed verliest (vloeien).
Deze bloeding is de eerste tien dagen sterker dan tijdens een menstruatie. Daarna neemt het vloeien af en lijkt het wel op een normale menstruatie.
De vrouw kan pijn hebben in haar buik of in haar rug. Dat komt door de baarmoeder, die zich weer samentrekt om zijn oorspronkelijke afmetingen aan te nemen. Dit worden ook wel naweeën genoemd. Bij het geven van borstvoeding treden deze baarmoedercontracties in sterkere mate op, hetgeen het herstel bespoedigt zodat de wond die ontstaan is door het loslaten van de placenta sneller geneest en kleiner wordt.
Vrouwen die geen borstvoeding geven, zullen meestal langer vloeien dan vrouwen die wel borstvoeding geven. De meeste vrouwen die borstvoeding geven zullen 3-4 weken na de bevalling niet meer vloeien.
Sommige vrouwen die recent zijn bevallen, worden getroffen door een post-partumdepressie.

## Medische interventie

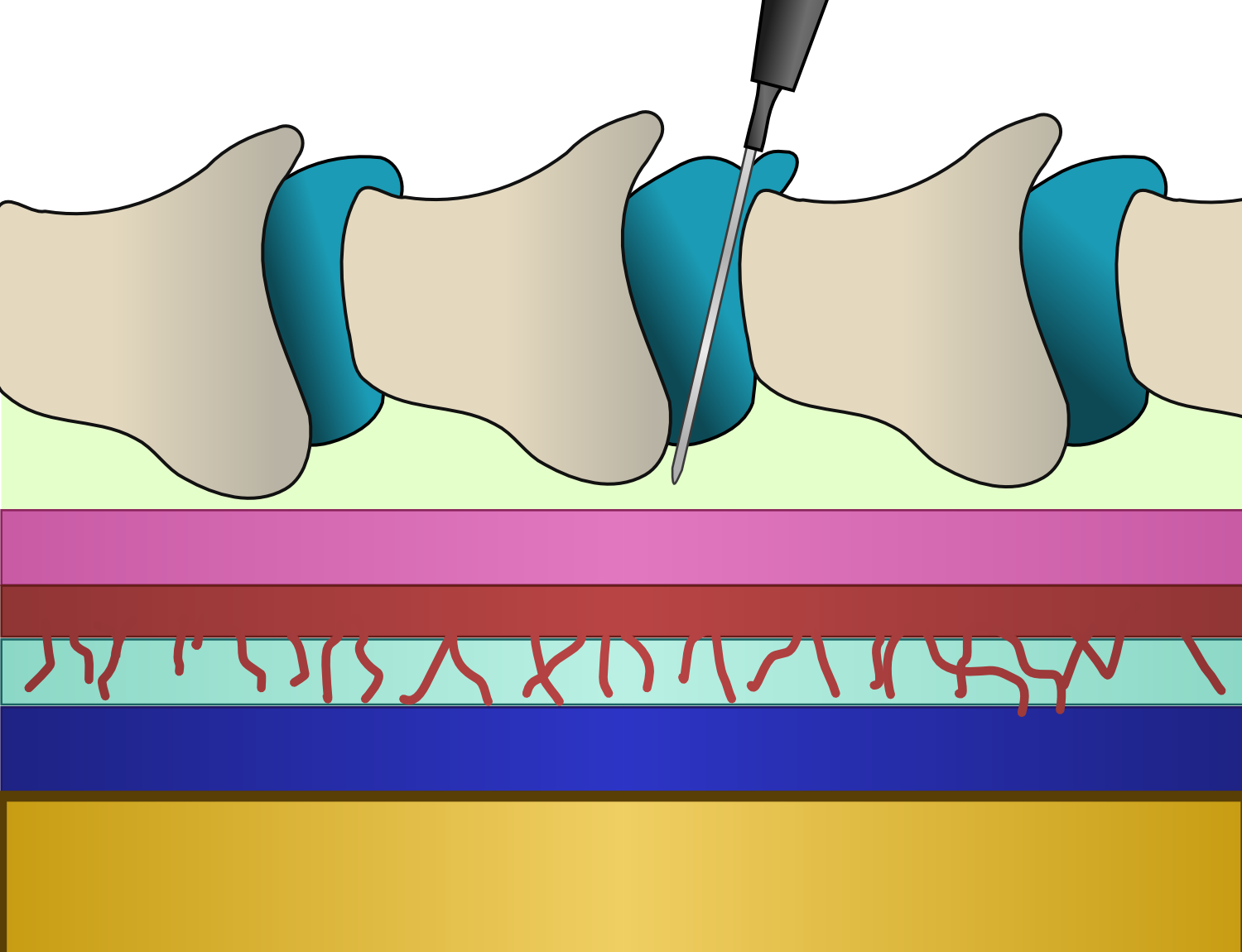
Ruggenprik

### Pijnbestrijding
Bij een eerste kind kan het baringsproces lang duren en kan de pijn, versterkt door angst en stress, hevig zijn. Daarbij worden niet alleen de reserves van de zwangere aangesproken, maar ook die van het kind. Wanneer beide uitgeput raken, kan dat de bevalling bemoeilijken. Er zijn verschillende methoden en technieken om de pijn zonder verdoving te verlichten en het lichaam zoveel mogelijk mee te laten werken. Een andere mogelijkheid is een farmaceutische verdoving, de verloskundige epiduraal (ruggenprik). 
Ook een bevalling in bad kan de pijn verlichten zonder verdoving. Hierbij wordt het kind onder water geboren. Hiervoor zijn speciale, opblaasbare bevallingsbaden te huur. Deze worden met warm water gevuld. Dit warme water zorgt voor verlichting tijdens de weeën en zorgt er ook voor dat men snel verschillende houdingen kan aannemen, wat bevorderlijk is voor de ontsluiting. Deze gaat hierdoor sneller waardoor ook de uitdrijving makkelijker zal gaan.

### Weeën stimuleren
De weeën kunnen opgewekt worden door te 'strippen' (de vruchtvliezen wat losmaken) of de bevalling in te leiden.

### Vliezen breken
Bij een bevalling wordt een onderscheid gemaakt tussen de "ontsluiting" van de baarmoedermond en de "uitdrijving" van het kind. Uit een Canadees onderzoek is gebleken, dat de totale duur van de bevalling met circa 2 uur wordt bekort, wanneer na het begin van de ontsluiting de vliezen worden gebroken. Overigens nam alleen de duur van de ontsluiting af en niet de duur van de uitdrijving. Het routinematig breken van de vliezen direct na het begin van de ontsluiting had geen nadeel voor zover uit dit onderzoek opgemaakt kon worden.

### Kunstverlossing
Als de bevalling stagneert; "een niet vorderende uitdrijving" dan is een vaginale kunstverlossing (vacuüm- of tangverlossing) dan wel een keizersnede (sectio caesarea) geïndiceerd. In sommige gevallen is alleen "inknippen" (episiotomie) van de bilnaad (perineum) voldoende om de baby alsnog op de normale manier geboren te laten worden. Met spreekt pas van een niet vorderende uitdrijving na twee uur bij nulliparae zonder regionale anesthesie, drie uur bij nulliparae met regionale anesthesie, een uur bij parae (eerder vaginaal bevallen) zonder regionale anesthesie, 2 uur bij parae met regionale anesthesie.
Indien er aanwijzingen bestaan, dat de conditie van het kind niet optimaal is, dan wel dat de conditie van het kind in verloop van tijd duidelijk achteruit gaat (foetale nood), of als er sprake is van een niet (voldoende) vorderende uitdrijving, en het gevaar bestaat dat moeder of kind schade zouden kunnen oplopen, kan gekozen worden voor een kunstverlossing ("verlostang" of een vacuümextractie) om de bevalling te bespoedigen.

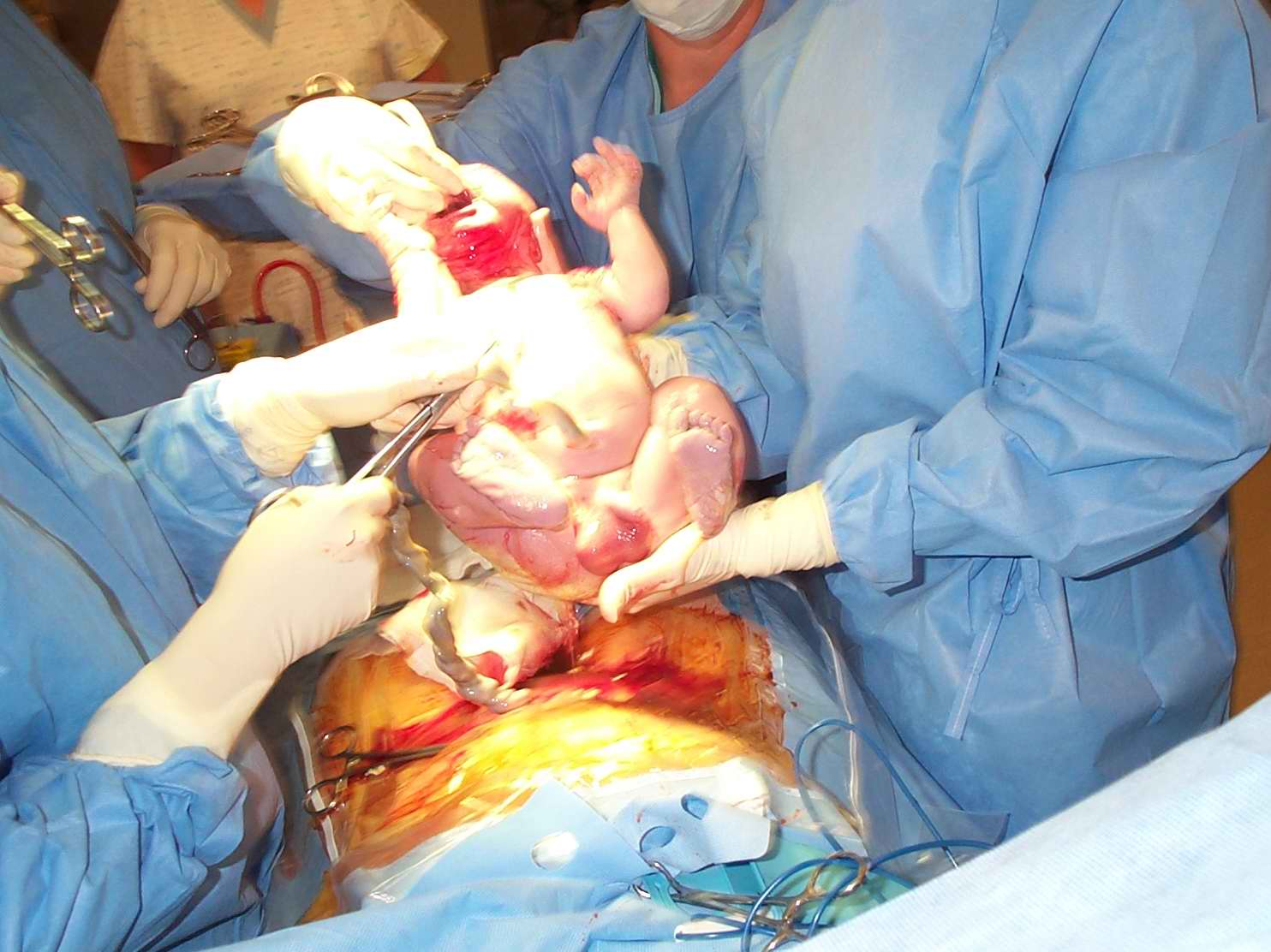
Geboorte via keizersnede

### Keizersnede
Als de geboorte nog niet ver genoeg gevorderd is, voor het gebruik van bovengenoemde hulpmiddelen en de conditie van zwangere en of kind het niet toelaten het natuurlijke verloop van de baring af te wachten, kan worden besloten om de baby niet via het geboortekanaal maar via een operatie uit de baarmoeder te halen. Zo'n operatie heet een keizersnede en houdt in dat de buik van de zwangere met een horizontale snede wordt geopend.
In de meeste gevallen bestaat er voldoende tijd de vrouw op deze operatie voor te bereiden, daar verslechtering van de conditie van moeder en kind meestal een sluipend proces is. In enkele gevallen is belangrijk dat een keizersnede acuut kan worden uitgevoerd.

### Toediening hormoon
Als het persen langer dan circa 1 à 2 uur duurt, moet aanvullende controle van de conditie van de baby worden verricht. Een gynaecoloog zal dan een hartfilmpje (CTG) van de baby maken, om te zien of deze nog in een goede conditie verkeert, en een nog langer durende bevalling aankan. Ook controleert de gynaecoloog of er een bijzondere reden is dat de bevalling zo lang duurt, zoals een afwijkende ligging van het hoofd van de baby. Als de oorzaak ligt in onvoldoende weeënkracht, kan via een infuus oxytocine worden toegediend, om de weeën krachtiger te maken. Oxytocine is het natuurlijke hormoon uit de hypofyse dat de weeën veroorzaakt. Als de bevalling alsnog vordert, de vrouw nog energie over heeft, en de baby het goed maakt dan is er geen bezwaar om langer dan 1 uur te persen.

## Bevallingslocatie
In Nederland kan een bevalling daar plaatsvinden waar de zwangere dat wil. Het is gebruikelijk thuis te bevallen met ondersteuning van verloskundige en / of huisarts. Dat is mogelijk doordat sinds het eind van de 19e eeuw met het oprichten van kruisverenigingen een professioneel systeem van zorg aan huis is opgebouwd met kraamzorg, wijkverpleging, persoonlijke verzorging en hulp in de huishouding. Een bevalling in ziekenhuis of kraamkliniek wordt aangeraden bij complicaties, zeker als hierdoor een keizersnede noodzakelijk is, daarvoor moet de huisarts of verloskundige verwijzen. Het is ook mogelijk vrijwillig in een professionele medische omgeving te bevallen, poliklinisch.
In 2021 werd de 'thuisbevalling' waarbij een kind in Nederland in een veilige en gezonde omgeving ter wereld wordt gebracht, toegevoegd aan de lijst van het Nederlands Immaterieel Erfgoed.
In België is het, zoals in de meeste andere Europese landen, gebruikelijk in het ziekenhuis te bevallen. Er wordt een maatschappelijke discussie gevoerd, het verblijf in het ziekenhuis te verminderen.

## Mogelijke complicaties[bron?]
- Ziekten aanwezig voor het ontstaan van de zwangerschap: suikerziekte, hypertensie, schildklierafwijking;
- groeiachterstand;
- pre-eclampsie en/of HELLP-syndroom;
- te vroeg gebroken vliezen;
- voortijdige weeën;
- liggingsafwijkingen van het kind en verstoorde spildraai
- schouderdystocie
- weeënzwakte;
- andere oorzaken van stagnatie van de baring
- overmatig bloedverlies (fluxus of haemorrhagia post partum (HPP))
- complicaties van de navelstreng
- complicaties van de placenta
- aangeboren afwijkingen bij het kind.
- bij de moeder: Syndroom van Sheehan, veroorzaakt door necrose van de hypofyse als gevolg van overmatig bloedverlies en hypovolemische shock gedurende en na de bevalling.

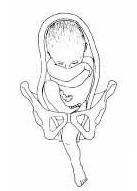
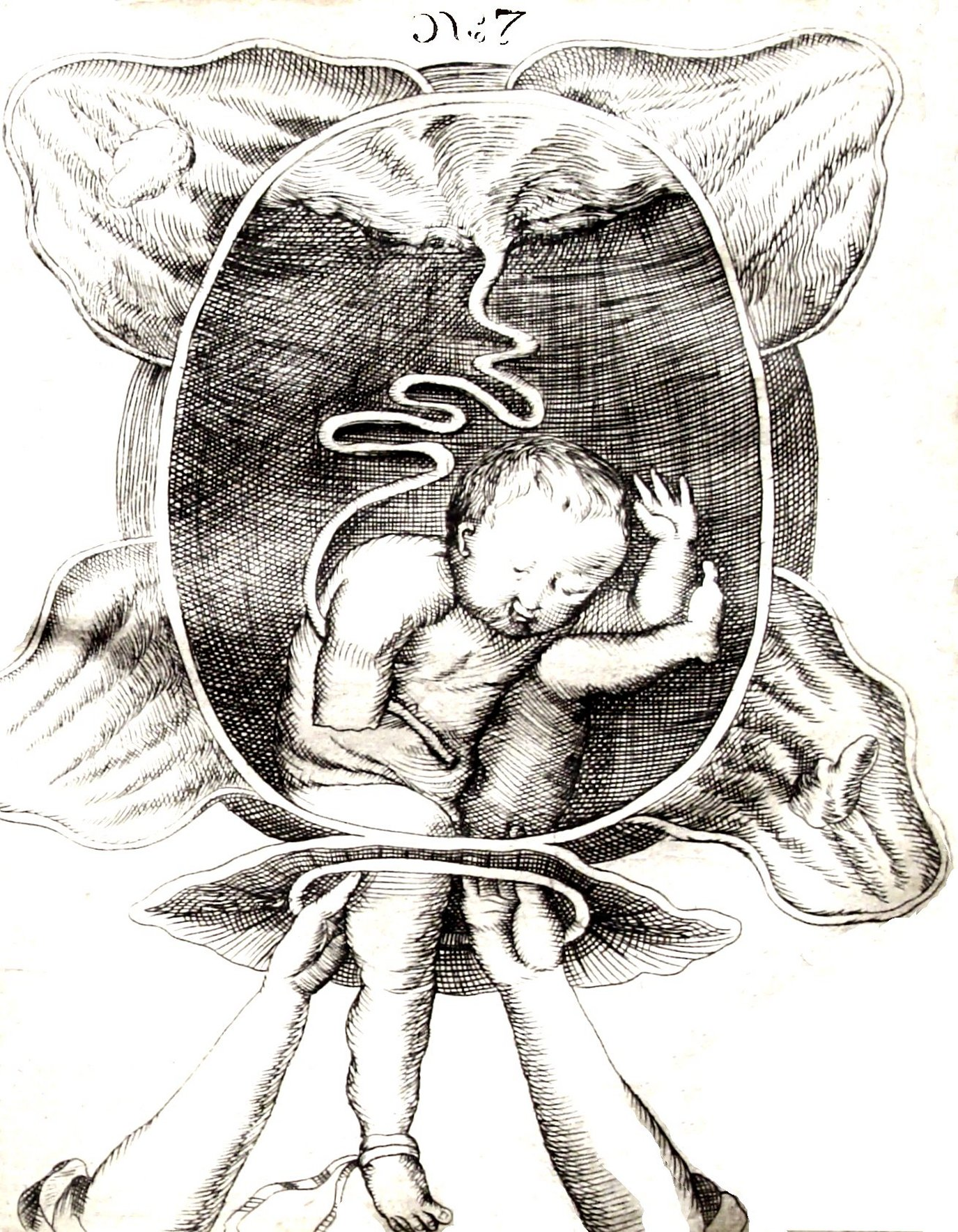
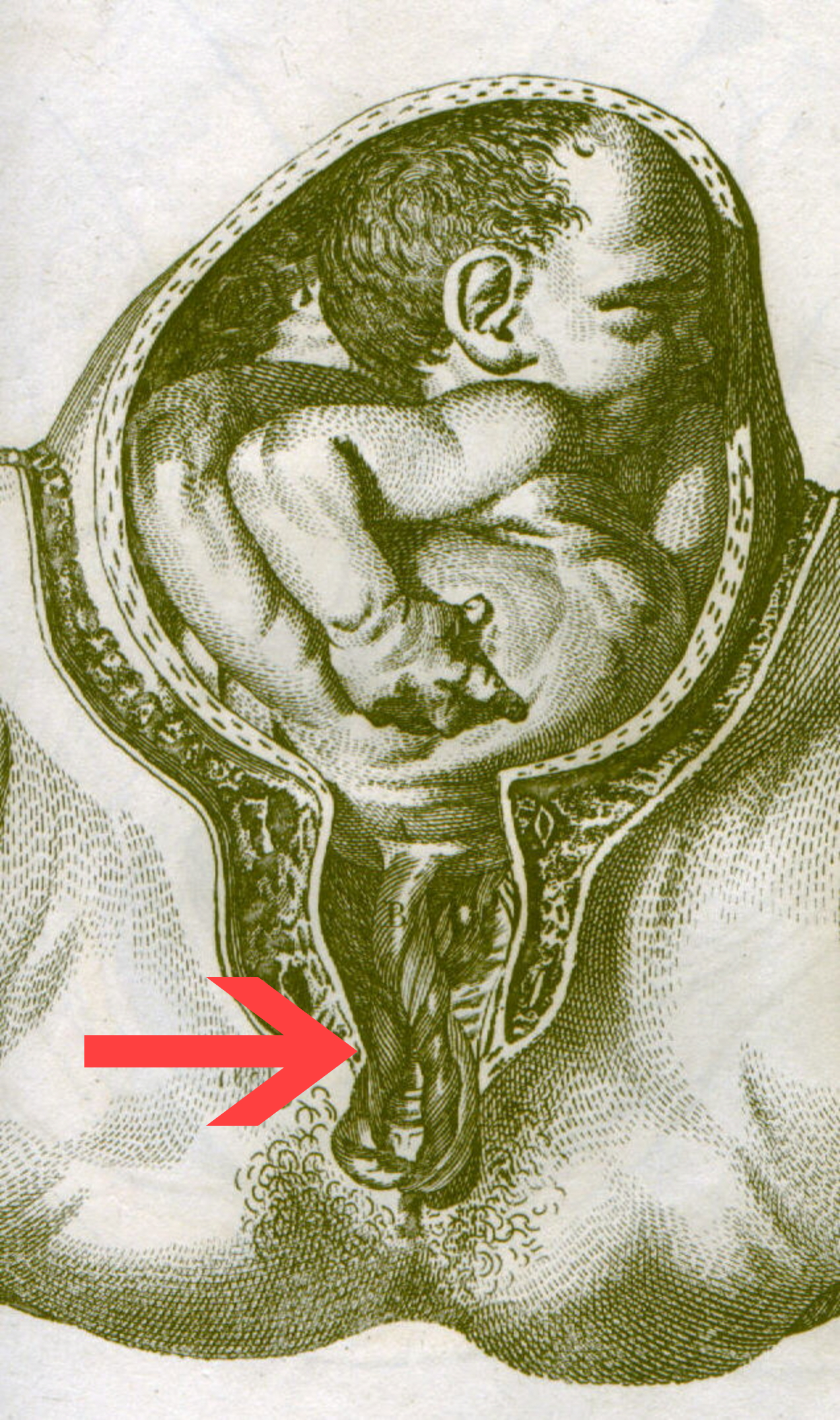
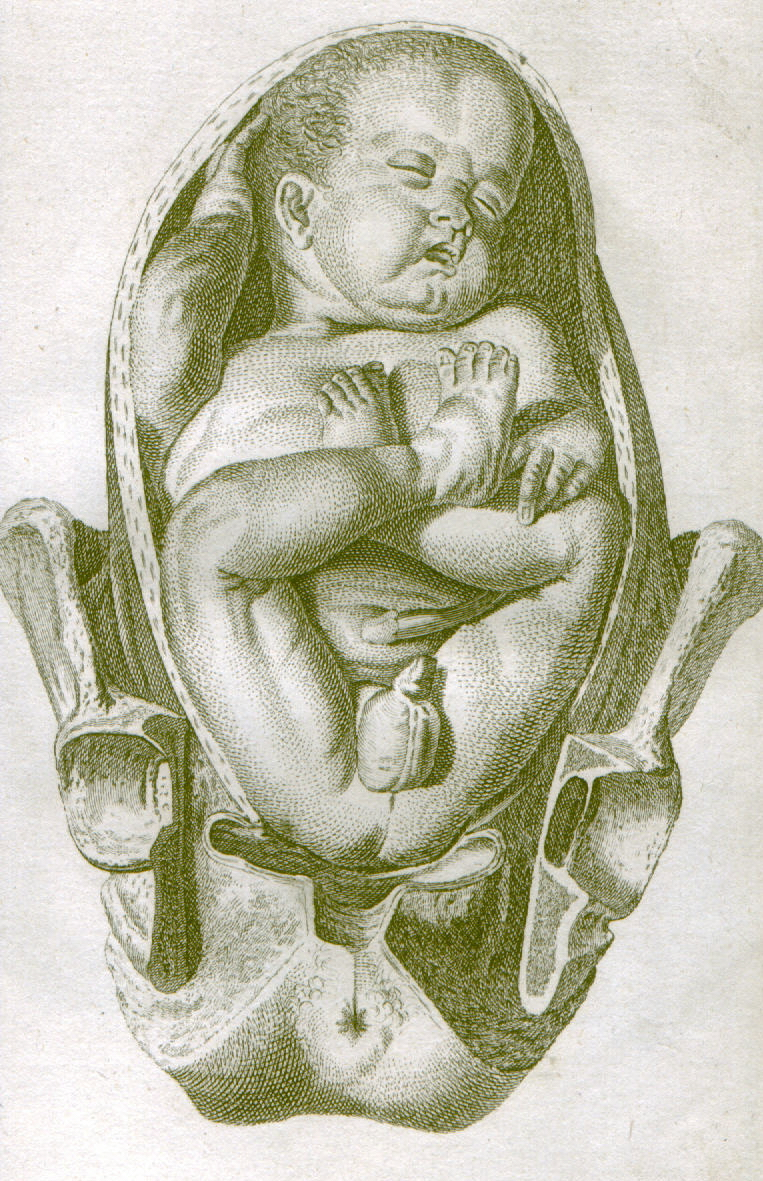
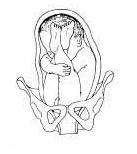
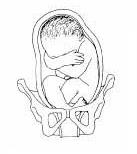

- Aangezichtsligging
- Achterhoofdsligging
- Bekkeninstabiliteit
- Eclampsie
- Foetale nood
- Hellp-syndroom
- Intra-uteriene vruchtdood
- Kraamvrouwenkoorts
- Liggingsafwijking
- Macrosomie
- Obstructie tijdens de bevalling
- Perinatale sterfte
- Placenta praevia
- Post-partumbloeding
- Prematuur (geboorte)
- Ruptuur
- Schouderdystocie
- Spildraai
- Stuitligging
- Vasa praevia

### Bloedverlies
Voor de komst van de moderne verloskunde kon een bevalling voor de moeder in bepaalde gevallen een risico voor de gezondheid zijn. Een klein percentage vrouwen overleed aan complicaties, praktisch altijd door overmatig bloedverlies of door het optreden van infecties, de zogenaamde kraamvrouwenkoorts. Tegenwoordig kan overmatig bloedverlies meestal worden voorkomen door bij meer dan normaal bloedverlies na de bevalling medicamenten toe te dienen die het samentrekken van de baarmoeder stimuleren en op die manier het bloedverlies verminderen. Indien deze maatregelen niet voldoende zijn, kan het geven van een bloedtransfusie in zeldzame gevallen noodzakelijk worden, waarvoor de moeder in het ziekenhuis opgenomen wordt. Bij het optreden van infecties worden tegenwoordig antibiotica toegediend. Samenvattend kan gezegd worden, dat sinds het bestaan van veilige bloedtransfusies en antibiotica, moedersterfte zeer zeldzaam geworden is.

### Besmettingen tijdens de geboorte

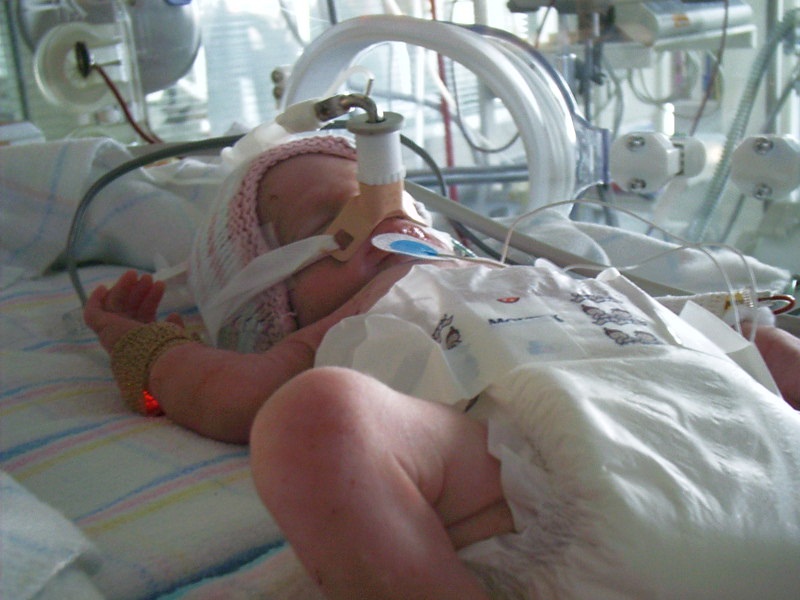
Een te vroeg geboren kind in een couveuse

Ongeveer 20 procent van alle mensen en dus ook zwangere vrouwen draagt de bacterie Streptococcus agalactiae (ook wel GBS, Groep B Streptokokken genoemd) bij zich in de darm. Bij een klein deel van de vrouwen kan ook in de vagina deze bacterie worden gevonden, meestal zonder dat ze daar zelf last van heeft. Vooral als er tijdens de bevalling risicofactoren optreden, zoals vroeggeboorte, langdurig gebroken vliezen of koorts, is er een verhoogd risico van besmetting van de pasgeborene. Jaarlijks nemen 100 tot 150 pasgeboren kinderen deze besmetting tijdens de geboorte van de moeder over. Zij lijden dan aan longontsteking (pneumonie), sepsis ('bloedvergiftiging') of meningitis (hersenvliesontsteking). Als bekend is dat de vrouw drager is, wordt bij de eerder genoemde risicofactoren tijdens de bevalling een antibiotica-infuus gegeven. De kans op een ernstige bacteriële infectie van de pasgeboren baby vermindert daardoor aanzienlijk.

## Bevallen in andere tijden en culturen
Uit vondsten van archeologen uit de periode van 5000 jaar voor Christus in Indonesië blijkt dat de baring toen in sommige culturen in zittende houding of gehurkt plaatsvond. Oude Hettitische tabletten maken gewag van 'Papanikri', het geboorteritueel. Het baren gebeurde daar op een aangepaste houten stoel, in bijzijn van een priesteres. Op afbeeldingen van latere datum is een baring rechtop te zien. In de middeleeuwen bevielen vrouwen in Duitsland voornamelijk in zittende houding. Dat gebeurde vaak op een speciale stoel met grote opening, de baarstoel. Populair was in die tijd ook de schootverlossing, waarbij de barende vrouw op de schoot van haar echtgenoot zat. In de victoriaanse tijd kwam bij de gegoede klassen in de westerse wereld het liggend baren in zwang.
In bijna geheel Afrika, Midden- en Zuid-Amerika en in delen van Azië bevallen vrouwen tot op de dag van vandaag staand, zittend of gehurkt. Soms zelfs tussen de normale werkzaamheden op het land door.
In het oude India en China bereidde vrouwen zich voor op de bevalling door het eten van speciaal bereid voedsel dat werd gezegend, ze plaatsten mooie dingen in het huis.
Bij de Zoeloes is het traditie dat kinderen bij de geboorte aanwezig zijn, omdat dit beschouwd wordt als een belangrijk onderdeel van hun opvoeding. De bevalling vindt plaats in een kamer die speciaal voor de gelegenheid is schoongemaakt en versierd met houtsnijwerk en andere voorwerpen, omdat de eerste dingen die de nieuwgeboren baby te zien krijgt mooi moeten zijn. De moeder ligt niet in bed maar knielt op de vloer, geholpen door andere vrouwen. De sociale verhoudingen tussen de mensen die bij de geboorte aanwezig zijn en de fysieke omgeving zijn dus duidelijk verschillend van die waarin de bevalling in de Westerse cultuur plaatsvindt.

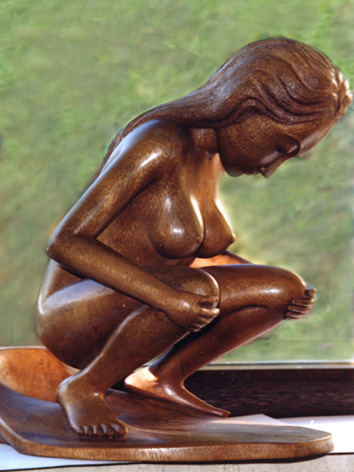
Vrouw in hurkhouding tijdens bevalling, beeld uit Bali
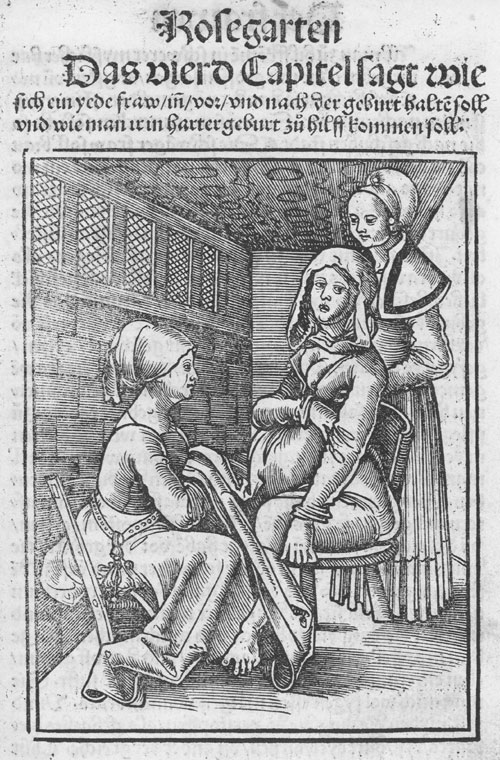
In de middeleeuwen bevielen vrouwen in Europa vaak in zittende houding
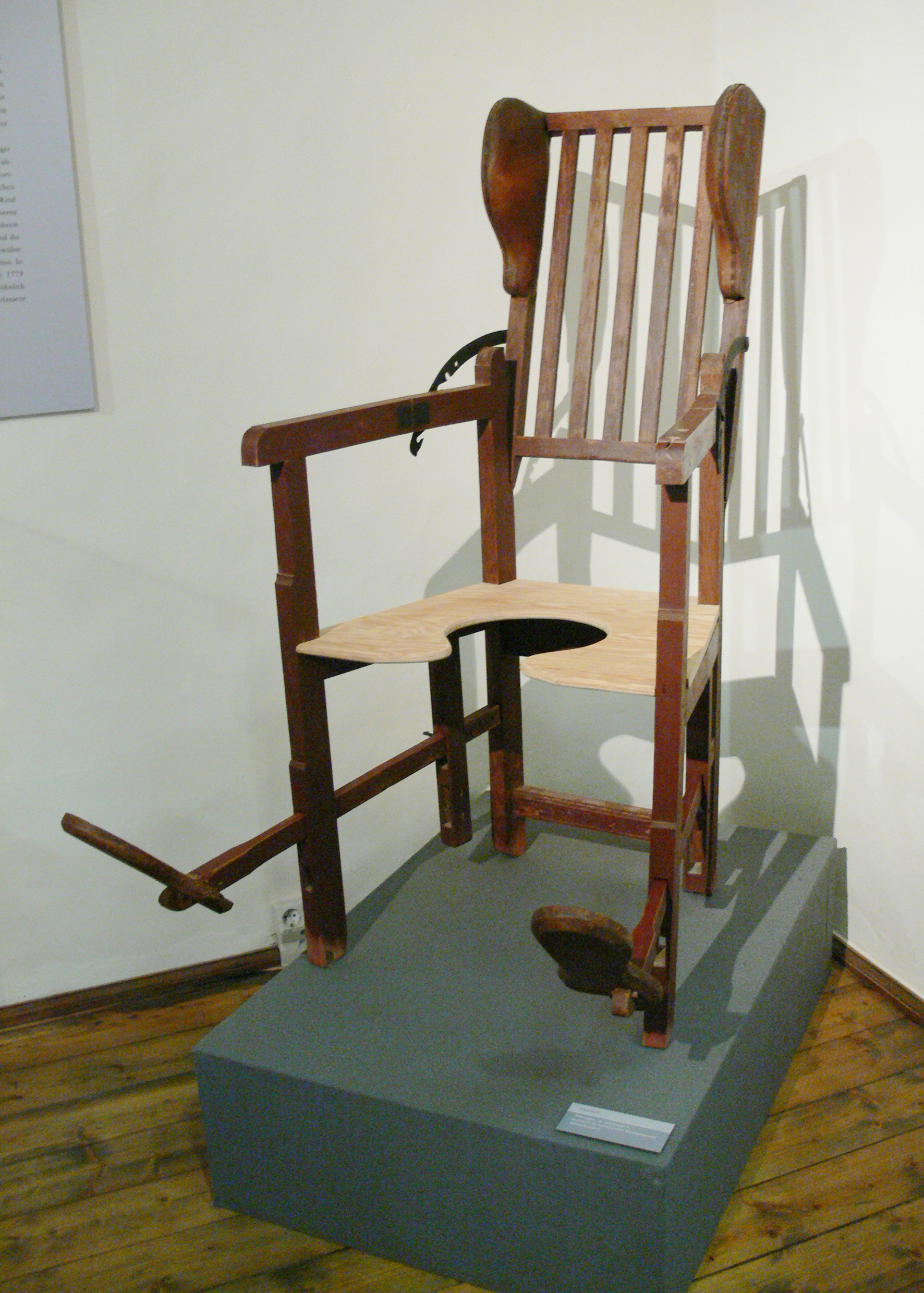
Een baarstoel waarop vrouwen in Duitsland bevallen
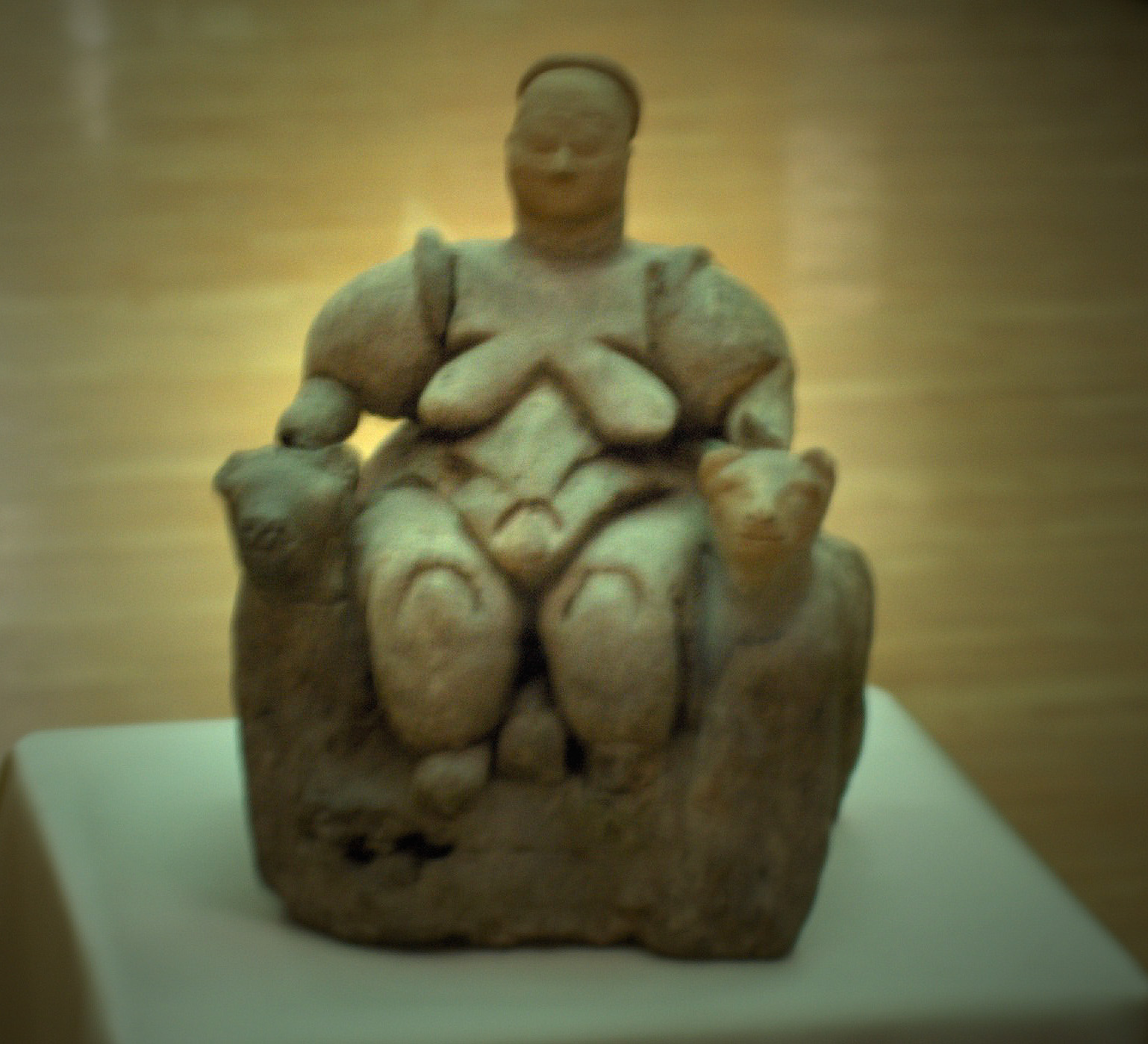
Zittend barende Moedergodin (circa 6000 v.Chr.)
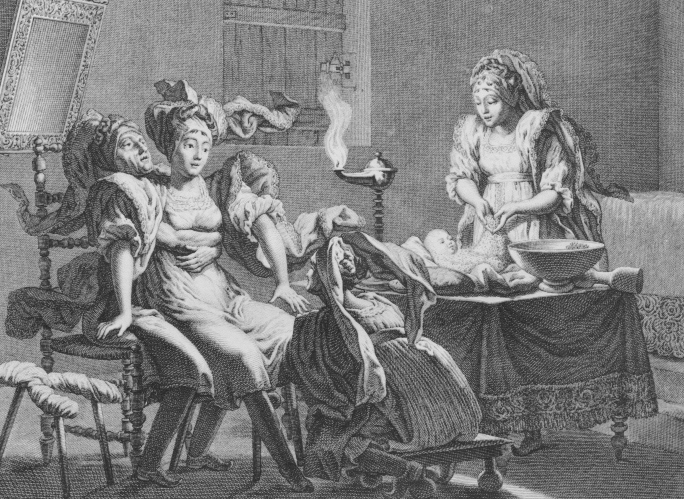
Bevalling op een Grieks eiland, 1801
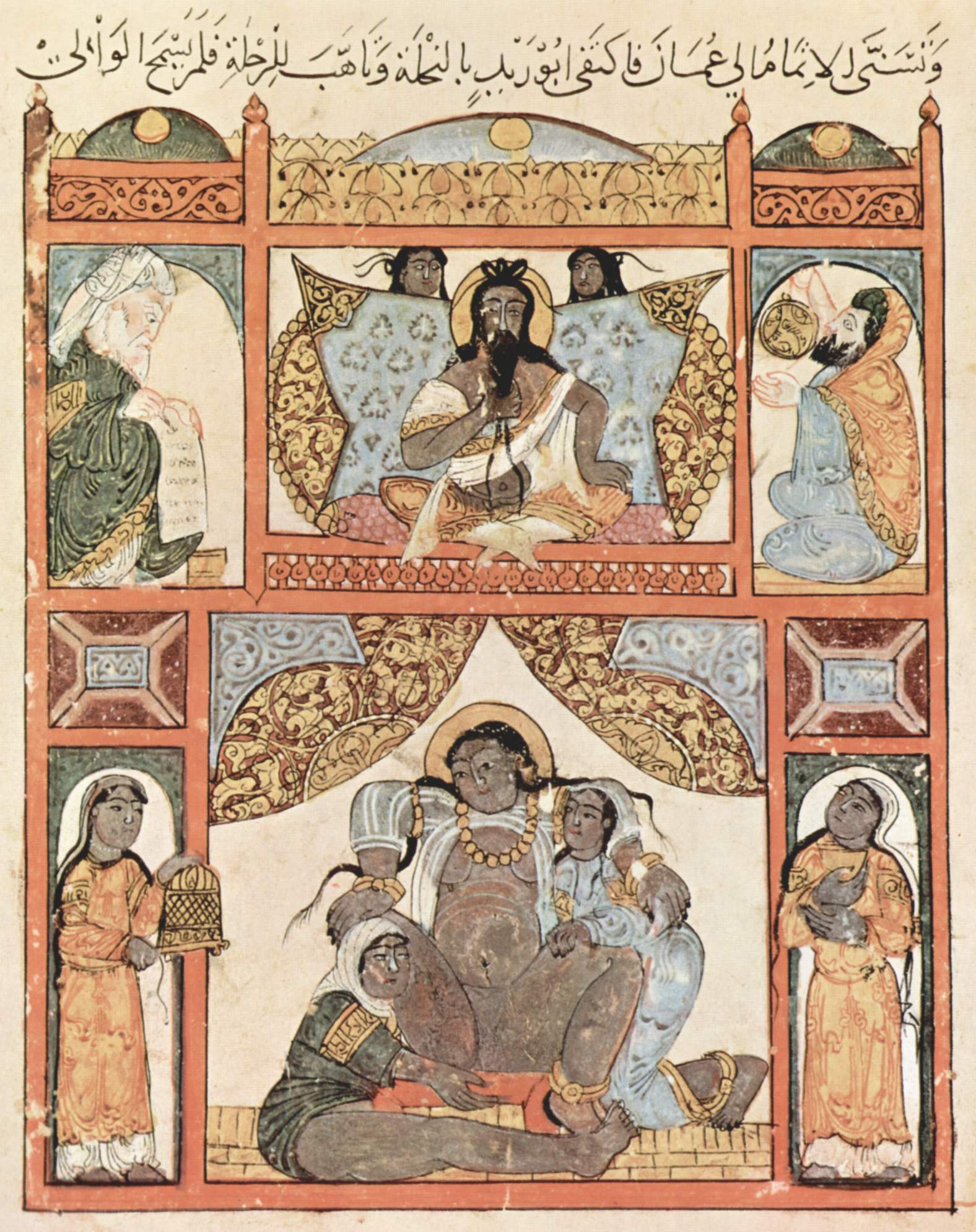
Bevalling, 1237
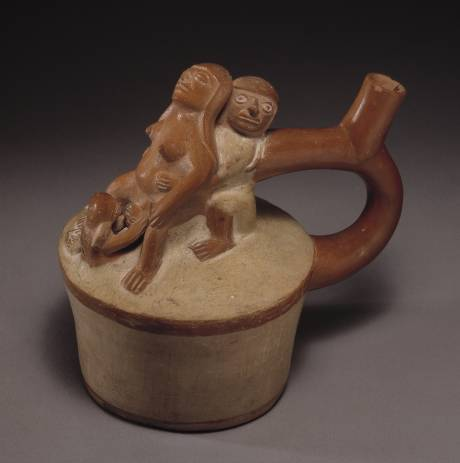
Een bevalling op vaas van Moche-aardewerk
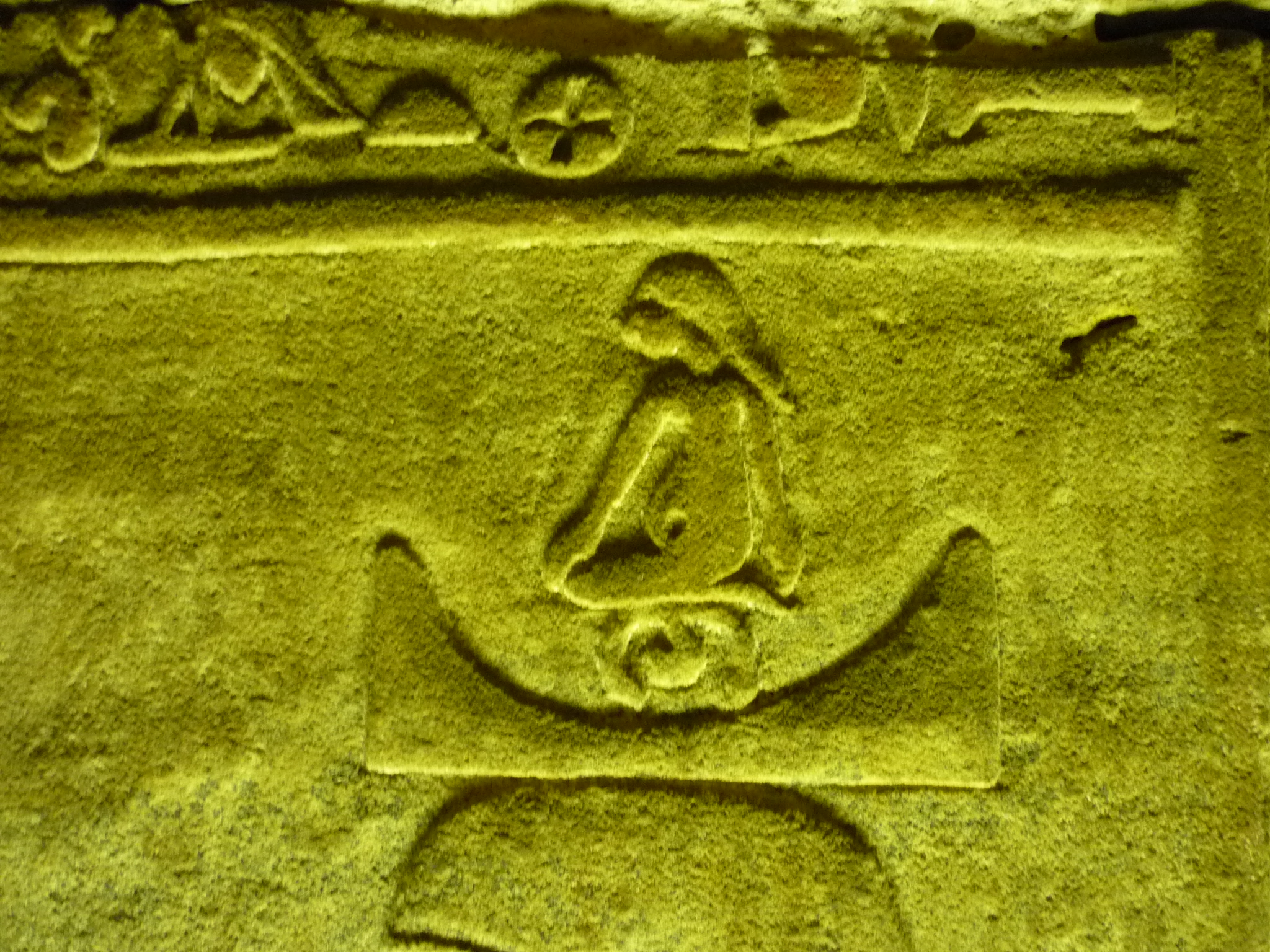
Bevalling, tempel in Edfu, Egypte
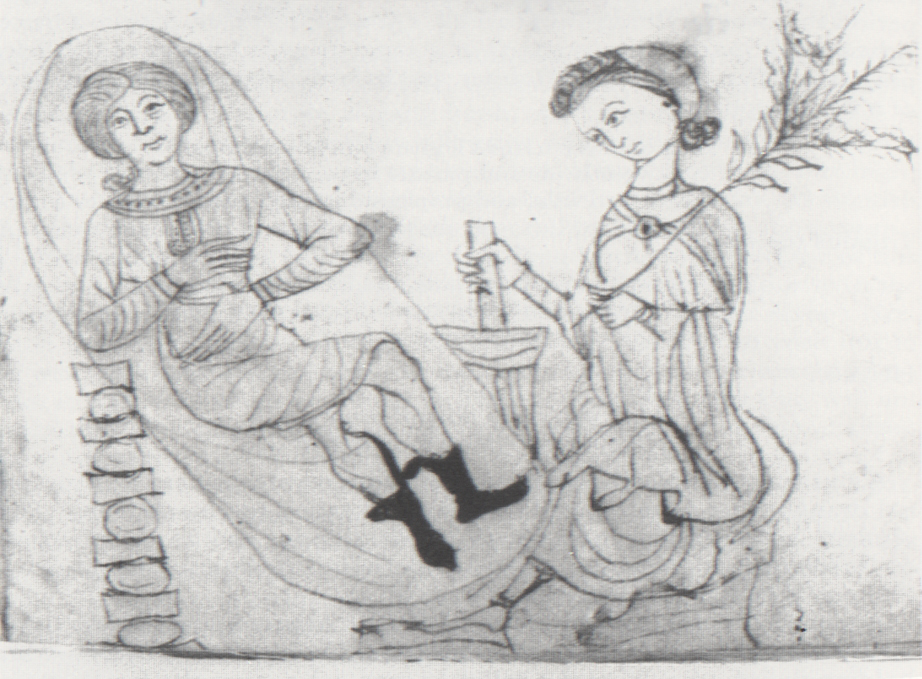
Vrouw tijdens bevalling, de vroedvrouw houdt polei vast en gebruikt een vijzel, 13e eeuw
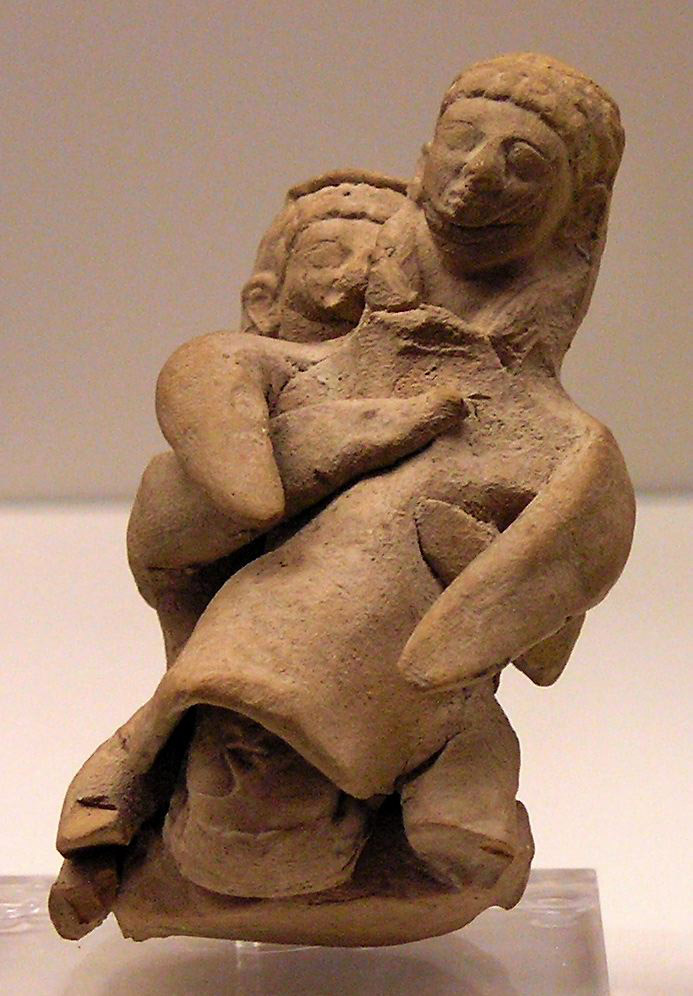
Bevalling, 5e eeuw v.Chr.
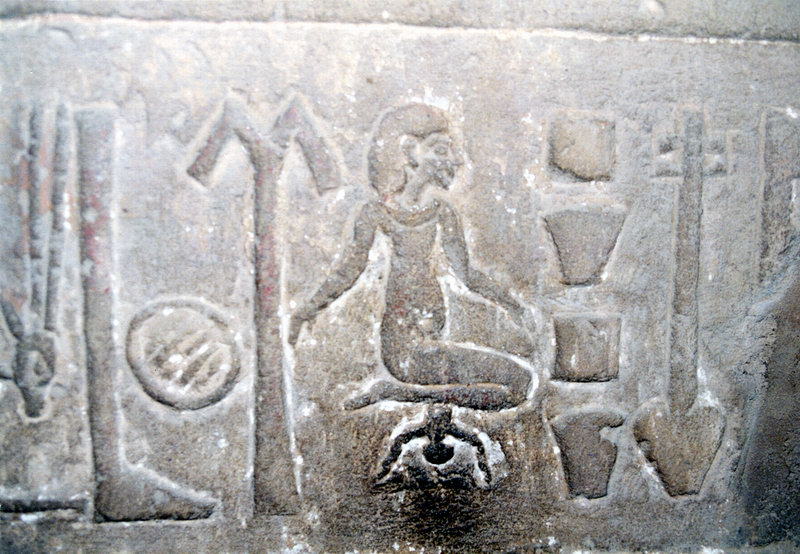
Geboorte-hiëroglief
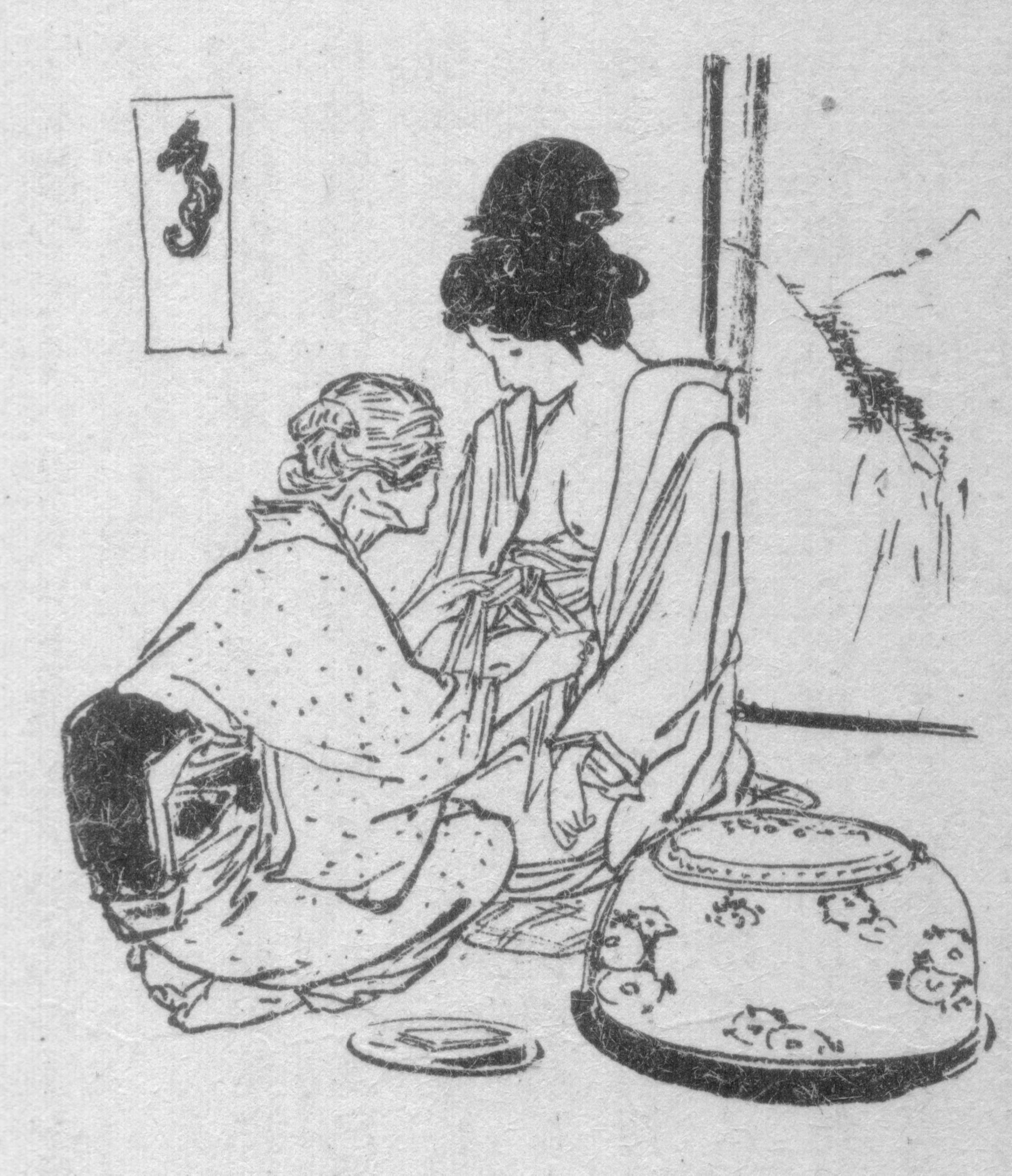
Bevalling in Japan
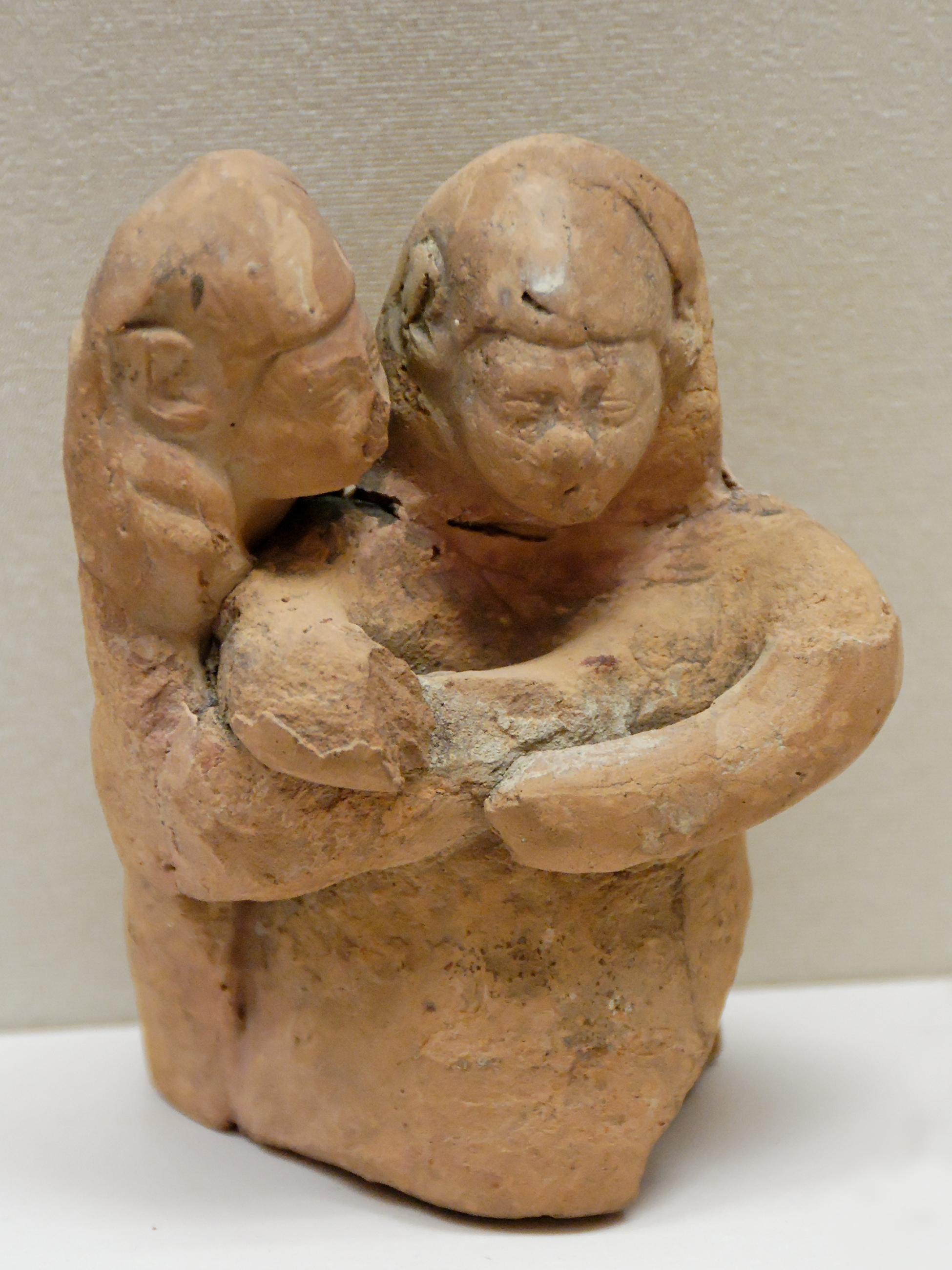
Bevalling, Cyprus, 8e tot 6e eeuw v.Chr.
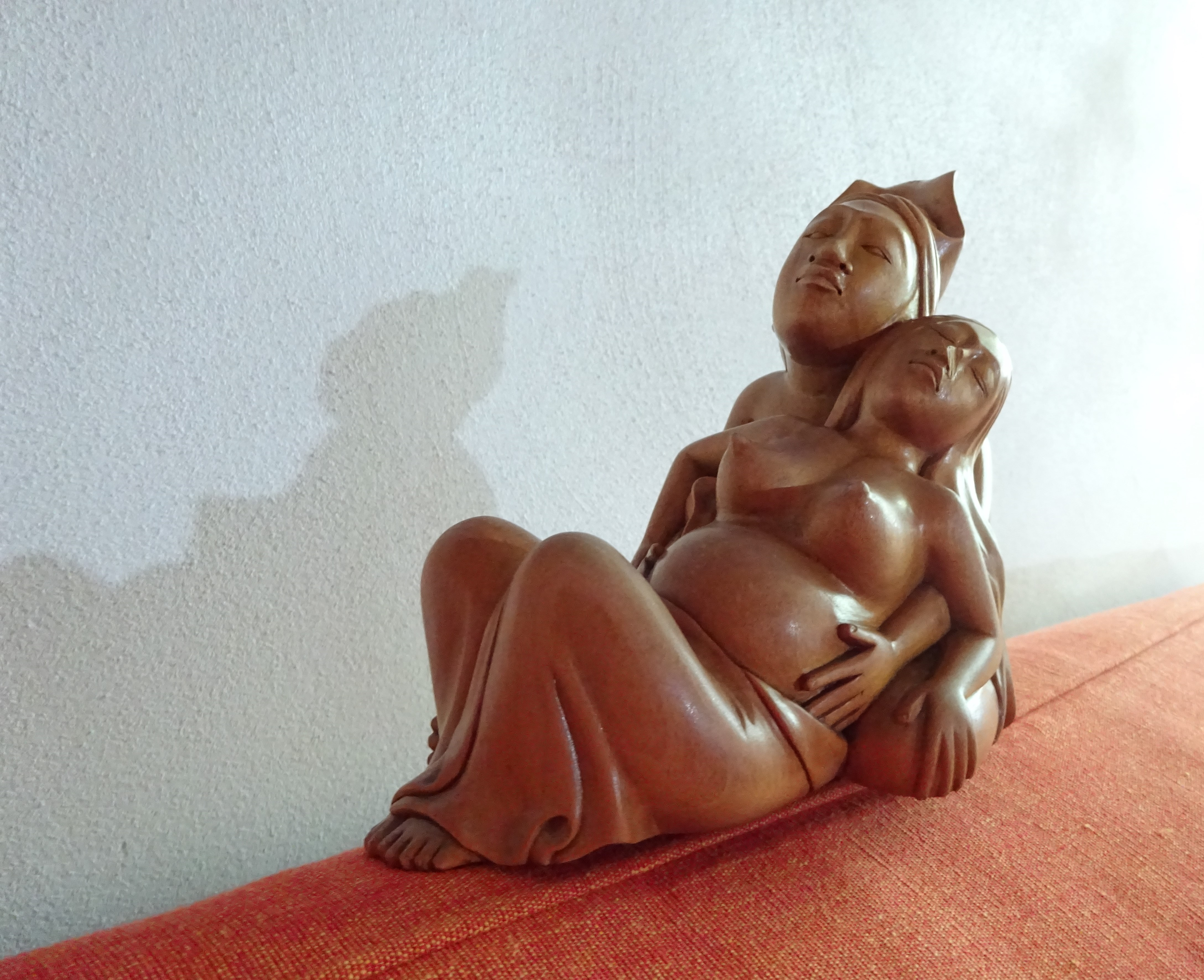
Bevalling in Bali

## Vrijen na de geboorte
Na de geboorte zal de baarmoeder nog meerdere weken bloeden. De kans is groot dat de vaginastreek - in het bijzonder als er een episiotomie werd uitgevoerd - gedurende die periode pijnlijk is. Er wordt aangeraden de
geslachtsgemeenschap pas te hervatten nadat het bloeden is gestopt, de wond is genezen en beide partners weer interesse tonen in het vrijen. De universiteit van Utah concludeerde uit een onderzoek onder 42 koppels, dat de gemiddelde duur tussen de bevalling en de hervatting van het seksuele contact op 4½ week lag. Uit een onderzoek van het blad 'Ouders Van Nu' blijkt dat het eerste seksuele contact na de bevalling bij 27% plaatsvond binnen een maand, bij 41% binnen twee maanden, bij 13% binnen drie maanden en bij 9% later. 6% was nog niet opnieuw begonnen met vrijen tijdens het onderzoek. Bijna de helft van de vrouwen vond de eerste keer na de bevalling pijnlijk en een derde van hen was angstig.
Uit een ander onderzoek kwam naar voren dat sommige vrouwen er na de bevalling niet meer in slagen tot een orgasme te komen. Een verklaring hiervoor kan zijn dat de vrouw zich door spanningen en vermoeidheid tijdens het vrijen niet kan ontspannen. Pas als zij zich aan het nieuwe leven heeft aangepast, kan zij weer meer van seksualiteit genieten.
De plotselinge afname van hormonen na de bevalling kan ervoor zorgen dat er minder vaginaal vocht wordt geproduceerd. Dit probleem kan opgelost worden door het gebruik van een glijmiddel op waterbasis.

## Vergelijking met andere zoogdieren
Omdat de menselijke schedel zo groot is, en ook door de vorm van het bekken van de vrouw (noodzakelijk omdat de mens op twee benen loopt), is de geboorte van een menselijke baby moeilijker dan die van andere zoogdieren.
Mary Toft beweerde in de 18e eeuw dat zij konijnen kon baren. Verschillende artsen (waaronder de arts van de koning), geloofden dit en ondersteunden de bewering, zelfs na verder onderzoek.